# یواس‌اس آلاسکا (سی‌بی-۱)
یواس‌اس آلاسکا (سی‌بی-۱) (به انگلیسی: USS Alaska (CB-1)) یک کشتی بود که طول آن ۸۰۸ فوت ۶ اینچ (۲۴۶٫۴ متر) بود. این کشتی در سال ۱۹۴۳ ساخته شد.